# Egriselda López
Egriselda López es una diplomática salvadoreña.Desempeña el cargo de Embajadora y Representante de la Misión Permanente de El Salvador ante la Organización de las Naciones Unidas.

## Carrera

### Inicios y formación académica
Entre 2001 y 2006 cursó una Licenciatura en Relaciones Internacionales en la Universidad de El Salvador. Entre julio de 2005 y febrero de 2007, se desempeñó como asesora técnica en la Dirección General de Política Exterior del Ministerio de Relaciones Exteriores de El Salvador.
De 2010 a 2013, se desempeñó como consejera y jefa de Misión Adjunta en la Embajada de El Salvador en la República de Corea. En septiembre de 2015 fue promovida a ministra consejera.

### Organización de las Naciones Unidas y actualidad
Tras realizar una maestría en Asuntos Internacionales en el Instituto de Altos Estudios Internacionales y de Desarrollo en Ginebra y una maestría en Administración Pública en la Escuela de Gobierno John F. Kennedy, trabajó para la Geneva Peacebuilding Platform en un proyecto sobre violencia urbana. En mayo de 2019, el presidente electo de la nación Nayib Bukele la nombró Embajadora y Representante de la Misión Permanente de El Salvador ante la Organización de las Naciones Unidas en Nueva York.
En noviembre de 2020, Volkan Bozkir la nombró copresidenta del Grupo de Trabajo Ad Hoc sobre la Revitalización del Trabajo de la Asamblea General (AHWG). En 2021 fue elegida presidenta de la Cuarta Comisión de la Asamblea General de la Organización de las Naciones Unidas, denominada Política Especial y Descolonización.